# Josef-Anton-Gera-Platz
Der Josef-Anton-Gera-Platz ist einer der neuesten Plätze in der Bochumer Innenstadt. Er wurde 2022 nach Josef Anton Gera benannt. Der Platz war früher ein Teil des Werkes des Bochumer Vereins. Denn Platz prägend ist die nördliche Begrenzung, das Colosseum. An der Westseite ist eines der ersten Murals von Bochum.

## Geschichte
Die Fläche war spätestens seit den 1870er ein Teil der Werksfläche des Bochumer Vereins.
Das Colosseum, ein 16 Meter hohes Stützmauerwerk aus circa 2,8 Millionen Ziegelsteinen wurde 1911 erbaut und sichert die dahinter liegenden Erdmassen ab. Auf dieser Fläche standen das Martin-Stahlwerk I von 1874/1889 und das 1912 in Betrieb genommene Martin-Stahlwerk II mit Gaserzeugerhalle, Mischerhalle, Ofenhalle und Gießhalle. Der Platz selbst war teilweise verbaut. An dem südlichen Ende des heutigen Platzes befand sich ein Pferdestall und später auch das Gebäude der Werkfeuerwehr.

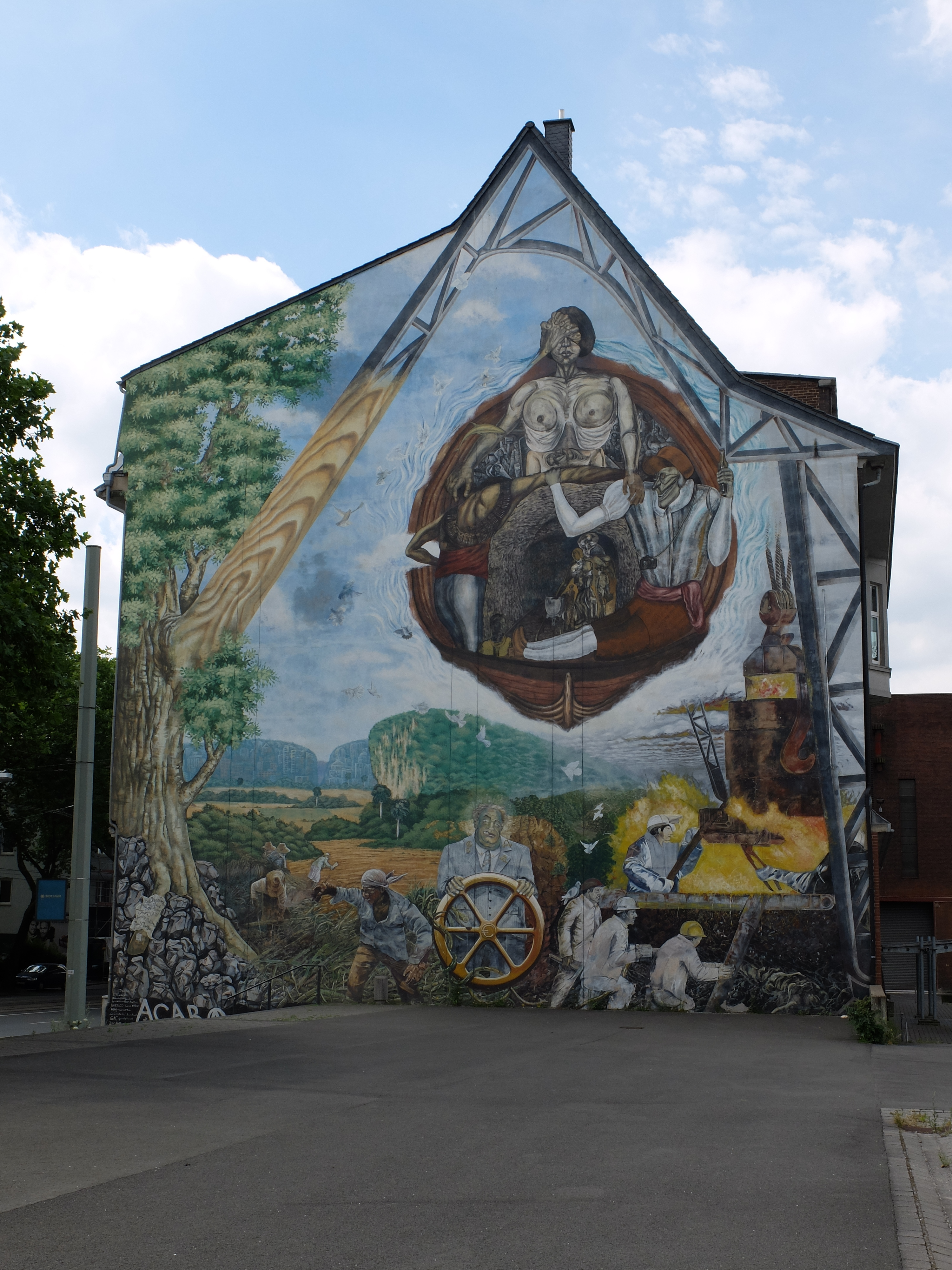
Wandbild am Torhaus 5

Die Fläche war, wie das gesamte Werksgelände, gewissermaßen eine „verbotene Stadt“, Bürger konnten hier sich nicht aufhalten. Auch gab es bis in die 1950er eine durchgehende Bebauung an Wohnhäusern an der Alleestraße, sodass der Platz nicht wahrgenommen werden konnte. Ab den 1960er befand sich teilweise an der Alleestraße ein Parkplatz. Im Jahr 1983 wurden das inzwischen von der Firma Krupp übernommene Werk geschlossen. Um 1990 wurden die Gebäude abgerissen, und das Gelände war zeitweise eine Brache. Auf dem Torhaus 5 befindet sich seit 2000 ein großflächiges Mural. Es wurde gemalt von Abel Morejon-Gala, Miguel Salvo Reyes, Paul Mangen, Jürgen Chill und Henning Dahlhaus. Das Wandbild gehört zu dem Projekt Mural Global.
Der Platz ist ein Teil des Westparks. Die heutige Gestaltung wurde 2010 fertiggestellt. Sei dieser Zeit gibt es hier auch eine Skateanlage. Die Rundbogenfassade des Colosseum dient vorläufig zur Präsentation von sieben Stahlskulpturen des Bochumer Künstlers Friedrich Gräsel. 1994 waren sie bereits dort ausgestellt, zwischenzeitlich auf einer Wanderausstellung und seit 2001 wurden sie dort bis zum Umbau des Gebäudes platziert. Anfang März 2010 wurde das Gebäude nach der abgeschlossenen Renovierung wieder eröffnet. Seitdem werden die Figuren Gräsels dort wieder präsentiert.

## Josef-Anton Gera als Namensgeber

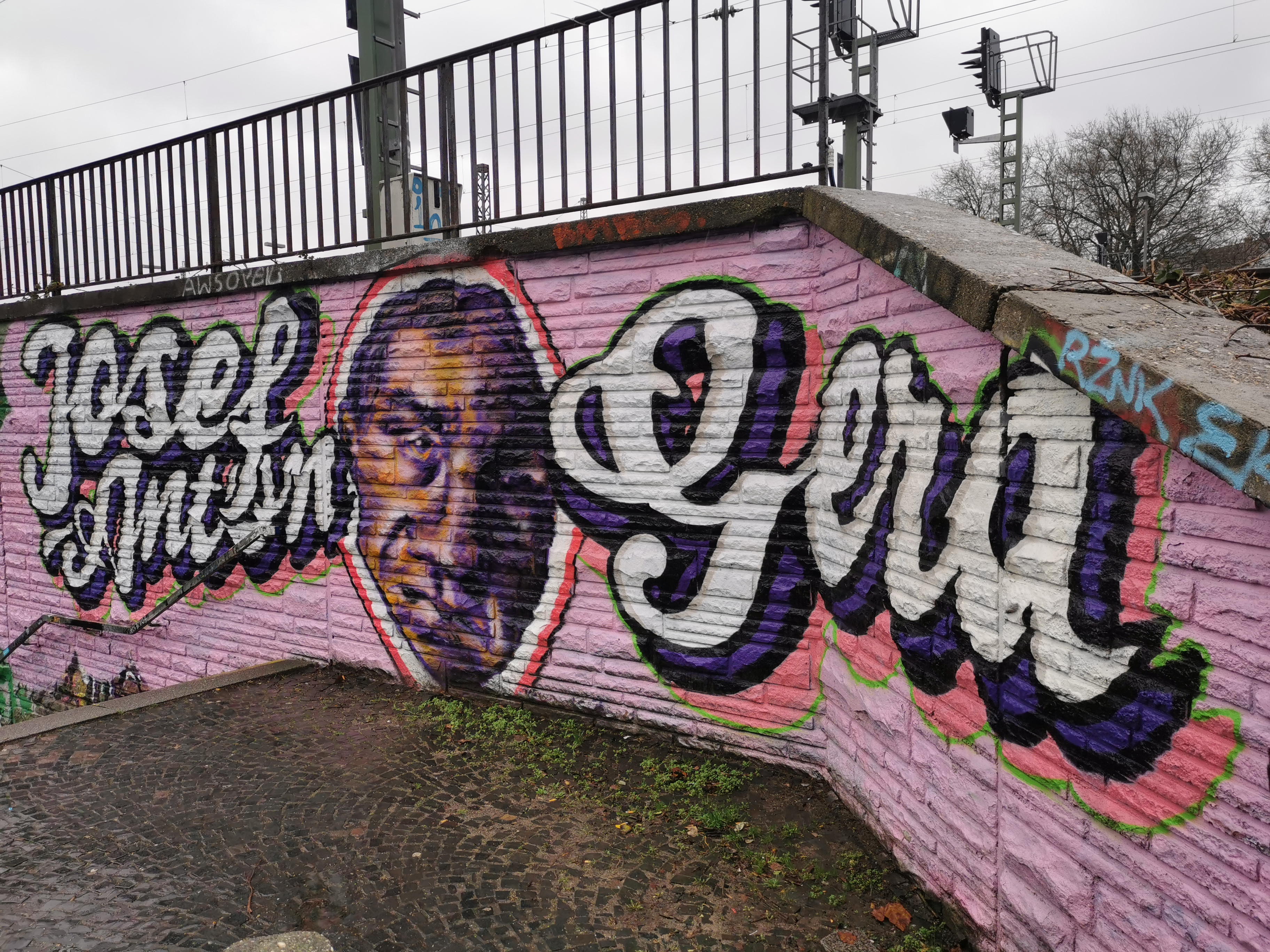
Mural an der Rechener Straße

Der homosexuelle Frührentner Josef Anton Gera wurde am 14. Oktober 1997 auf dem ehemaligen Krupp, damals eine Brache, auf welcher heute der Westpark ist, von zwei Neonazis angegriffen und so schwer verletzt, dass er wenige Tage später an seinen Verletzungen starb.
Der Mord wurde zuerst als Milieutat der Obdachlosen-, der Trinker- oder der Schwulenszene behandelt. Im Jahr 2017, zum 20. Jahrestag des Mordes, gab es einen Bericht in der Straßenzeitung bodo. Es wurde in der Zeit eine kleine Erinnerungstafel an einem Eingang zu Westpark, gegenüber der Bessemerstraße angebracht. In den nächsten Jahren war eine Benennung eines Platzes nach Gera immer wieder ein Thema in der Stadtgesellschaft. Es gab immer wieder Graffiti, so auch eine Sprayaktion am heutigen Platz. Bei einer Gedenkveranstaltung 2022 gab der Bruder von Gera an: Er war kein Trinker und er war nicht wohnungslos.
Der Platz wurde am 14. Oktober 2022, dem 25ste Jahrestag des Angriffes auf Gera, nach ihm bemannt.